# أوغدن (إلينوي)
أوغدن (بالإنجليزية: Ogden)‏ هي قرية ضمن مقاطعة شامبين في ولاية إلينوي بالولايات المتحدة. يقدر عدد سكانها بـ 810 نسمة.

## الموقع الجغرافي
الموقع الجغرافي للمناطق المحيطة بهذه النقطة هو كالتالي: